# Pôle Nord magnétique

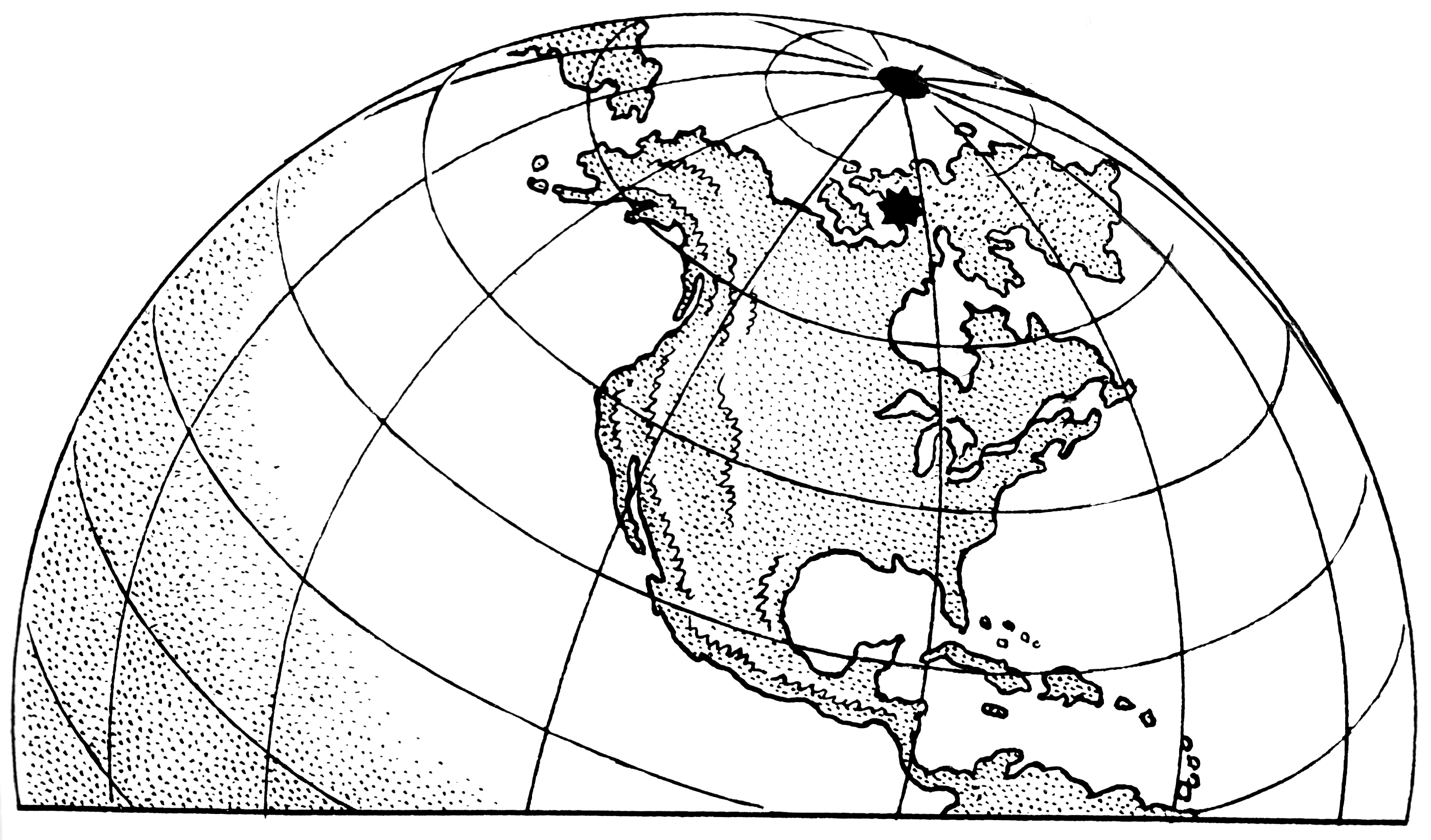
Position du pôle Nord magnétique par rapport au pôle Nord géographique vers 1950.

Schéma du champ magnétique terrestre.

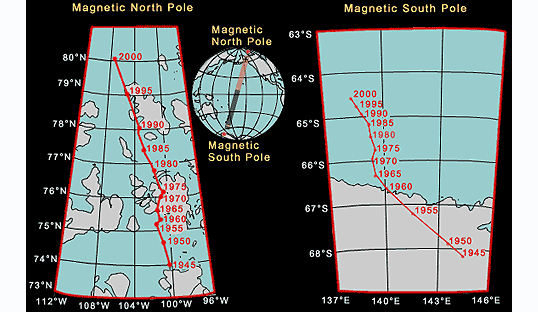
Déplacement du pôle Nord magnétique et du pôle Sud magnétique.

Le pôle Nord magnétique de la Terre est un point errant unique sur la surface où le champ magnétique terrestre pointe vers le bas. C'est-à-dire que le « dip » (plongeon) est de 90°. L'aiguille d'une boussole pointe approximativement vers ce lieu (plus ou moins approximativement suivant le lieu où on se trouve ; exactement la boussole est tangente à la ligne de champ).
Il s'agit en fait du pôle sud de l'aimant constitué par la Terre. Induit par les déplacements du noyau ferreux de la Terre, ce pôle est en déplacement avec une vitesse accélérée (auparavant 10 km par an, mais depuis 1990, 55 km environ par an) : il a franchi en 2005 la côte canadienne pour prendre ensuite la direction de la Russie. Il est estimé que dans les années 2030, il aura bougé d'entre 390 et 660 km. Certains spécialistes considèrent qu'il s'agit du début du phénomène d'inversion des pôles Nord et Sud, ayant lieu en moyenne tous les 250 000 ans, le dernier datant d'environ 780 000 ans
Ne pas confondre le pôle Nord magnétique, qui est un point sur le globe terrestre, avec le nord magnétique qui est la direction du nord donnée par une boussole.

## Historique

Projection de la trajectoire du pôle Nord magnétique.

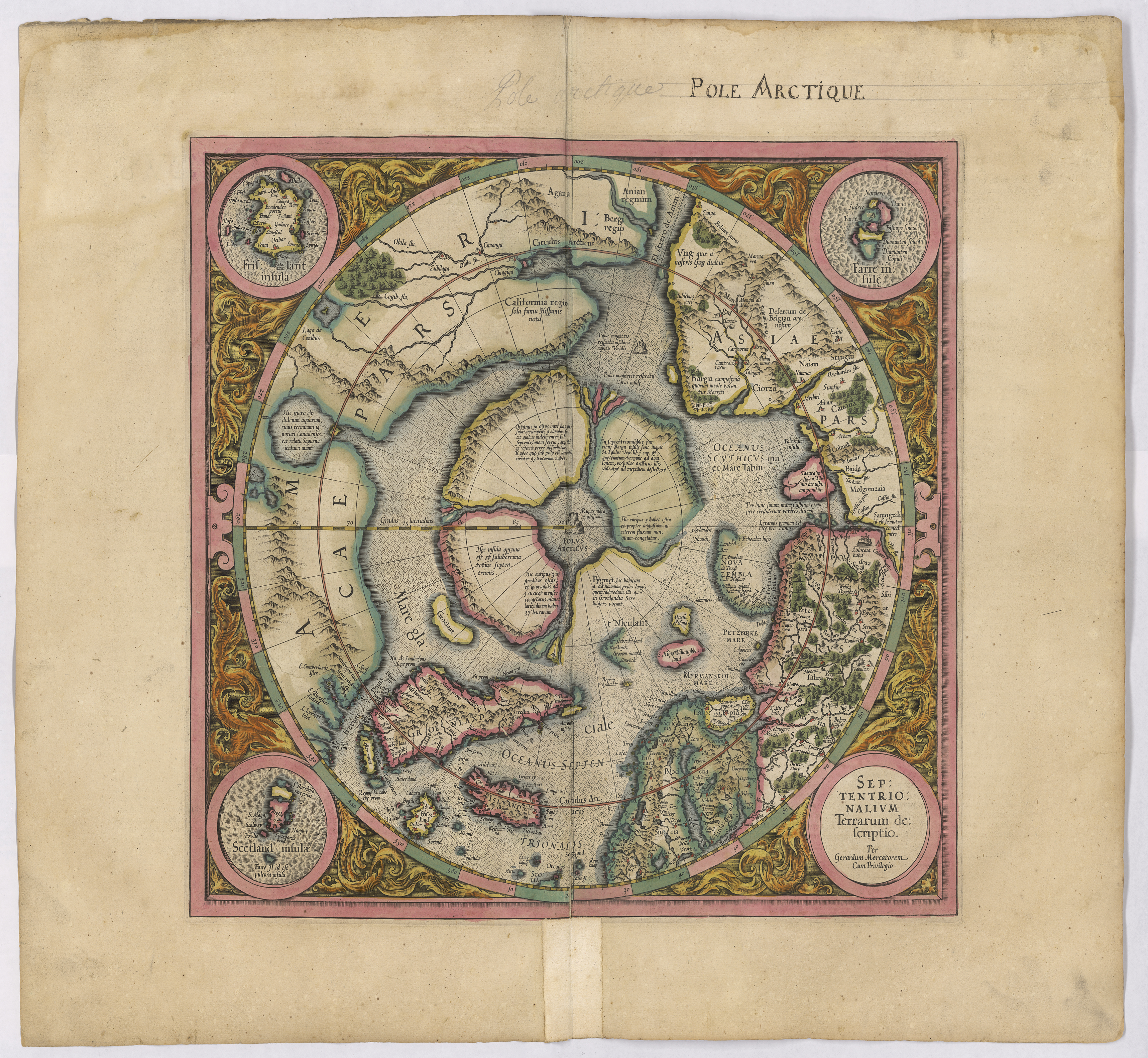
Carte du pôle Nord par Gérard Mercator

Le pôle Nord magnétique ne doit pas être confondu avec le pôle Nord géographique. C'est le scientifique chinois Shen Kuo qui a découvert et rapporté ce concept de « vrai Nord » au XIe siècle.
Au XVIIe siècle il est envisagé d'utiliser le décalage entre nord magnétique et nord vrai pour résoudre le problème, crucial pour la navigation en haute mer, de la mesure de la longitude. C'est en étudiant la faisabilité de cette méthode que Edmond Halley découvre que le nord magnétique n'est pas fixe.
La recherche du pôle Nord magnétique commence en 1818 avec une expédition britannique explorant le passage du Nord-Ouest
En 1831, James Clark Ross situa pour la première fois le pôle Nord magnétique de la Terre sur la côte ouest de la péninsule Boothia (archipel Arctique). Depuis, il a suivi une ligne nord-nord ouest, vers la Sibérie, et se trouve depuis 2017 à quelques centaines de kilomètres dans l'océan Arctique.

### Une évolution récente mal comprise
Depuis le début de la mesure précise de sa localisation jusque dans le milieu des années 1990, le pôle Nord magnétique se déplace d'environ 15 km par an. À partir de cette époque, il se dirige du Canada (où il avait toujours été localisé depuis les premières mesures) vers la Sibérie à une vitesse de 55 km par an sans que cette évolution ne soit comprise par la communauté scientifique.
Cependant, selon une étude de géophysiciens de Leeds de 2021, ce déplacement vers la Sibérie pourrait être dû à une sorte de lutte magnétique entre des « lobes » canadiens et sibériens. Concrètement, le cap du pôle Nord magnétique s'aligne avec deux anomalies appelés flux magnétiques négatifs, sous le Canada et la Sibérie, au bord du noyau externe. Le déplacement est dû à l'affaiblissement du lobe canadien.

### Réévaluation tous les cinq ans
Si ce mouvement s'est considérablement accéléré depuis une quarantaine d'années — en passant de 15 à 55 km par an au début des années 1980, sans que les scientifiques ne puissent en déterminer la cause exacte — il ne pose en général aucun problème sérieux. La position du pôle Nord magnétique est réévaluée tous les cinq ans par le British Geological Survey (BGS), basé à Édimbourg, et l'Administration océanique et atmosphérique américaine (NOAA), qui sont responsables du Modèle magnétique mondial (WMM) (en).
Une détermination in situ de la position du pôle Nord magnétique a été faite par une équipe franco-canadienne en avril 2007, au moyen de plusieurs mesures dans un rayon d’environ 100 km autour du pôle. La position obtenue est 83.95 N 120.72 W, soit environ 800 km au nord-ouest de l'île d'Ellesmere.

## Coordonnées par années
| Année | coordonnées,          |
| ----- | --------------------- |
| 2001  | 81° 18′ N, 110° 48′ O |
| 2003  | 82° 00′ N, 112° 24′ O |
| 2005  | 82° 42′ N, 114° 24′ O |
| 2007  | 83° 57′ N, 120° 43′ O |
| 2015  | 86° 27′ N, 136° 59′ O |
| 2017  | 86° 05′ N, 172° 06′ O |
| 2022  | 86° 16′ N, 151° 16′ E |

## Coïncidence avec le Nord géographique
En France métropolitaine, en septembre 2019 et pour la première fois depuis les années 1650, le Nord magnétique (direction donnée par la boussole), a coïncidé avec le Nord géographique.